# Bauernhaus Kiensee 1

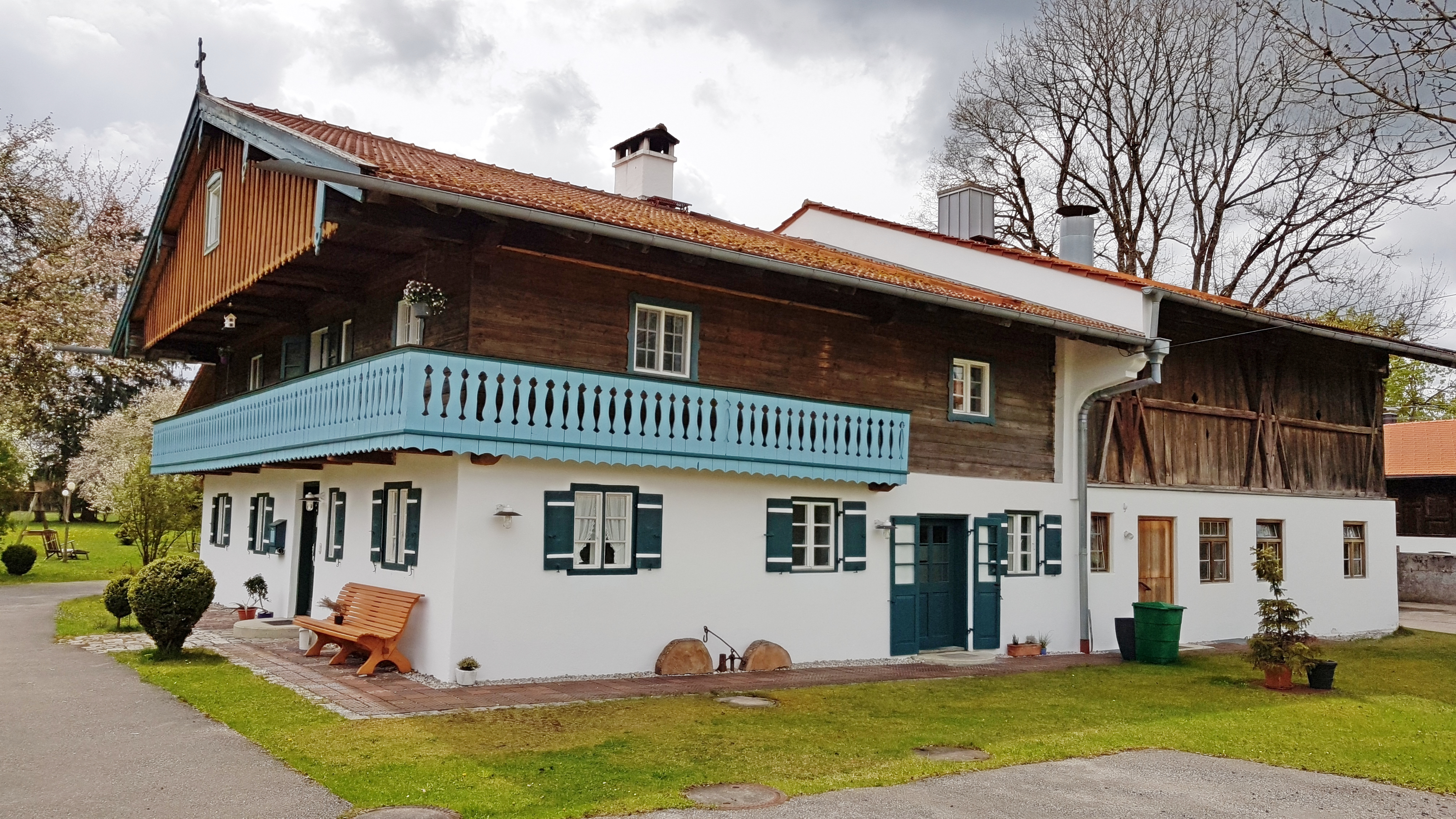
Bauernhaus Kiensee 1

Das Bauernhaus Kiensee 1 in Kiensee, einem Gemeindeteil von Bad Heilbrunn im oberbayerischen Landkreis Bad Tölz-Wolfratshausen, wurde in der zweiten Hälfte des 18. Jahrhunderts errichtet. Das Wohnhaus ist ein geschütztes Baudenkmal.
Das ehemalige Bauernhaus ist ein Flachsatteldachbau mit Blockbau-Obergeschoss, einer umlaufenden Laube und einer verschalten Giebellaube.
Am Wirtschaftsteil ist an der Traufseite ein Bundwerk.